# Contea di Narrabri
La contea di Narrabri è una Local Government Area che si trova nel Nuovo Galles del Sud. Essa si estende su una superficie di 13.031 chilometri quadrati e ha una popolazione di 13.741 abitanti. La sede del consiglio si trova a Narrabri.